# Masesilos
Los masesilos (en latín: massaesylii) eran una tribu bereber del oeste de Numidia (actual Argelia) y los principales antagonistas de los masilios, ubicados en el este de Numidia.

## Historia
En el desarrollo de la Segunda Guerra Púnica, sobre todo en el proceso de expansión posterior al final de Cartago, se produjo la interrelación de Roma con los reyes de los grandes Estados étnicos allí existentes. Con anterioridad a esos momentos, Roma ya había acostumbrado en Hispania a tratar con los régulos de los principales grupos étnicos, sobre todo para atraer a estos últimos a su lucha contra Cartago. Esa experiencia adquirida va a resultar importante para Escipión con el fin de iniciar tratos con los reyes africanos, sobre todo con el rey de los masesilos (o masesilios), Syfax, que ocupaba un espacio similar a media península ibérica.

## Localización
Los númidas eran un gran grupo o confederación de pueblos que tenía una identificación común. En el libro II de Geografía, de Estrabón, establece que al oeste de Cartago se hallaban las poblaciones númidas, que se encontraban en el territorio limítrofe con los moros.

Había tres confederaciones tribales significativas en Numidia, conformadas por Mauros (Mauretania), Masesilos (Numidia occidental) y Masilios (Numidia oriental). Se consideraba que por el Oeste los Masesilos hacían frontera con los moros a través del río Molocbath, que corresponde con la actual Muluya. El territorio se extendía hasta la costa del actual cabo Bougaroun, límite con los númidas Masilios.

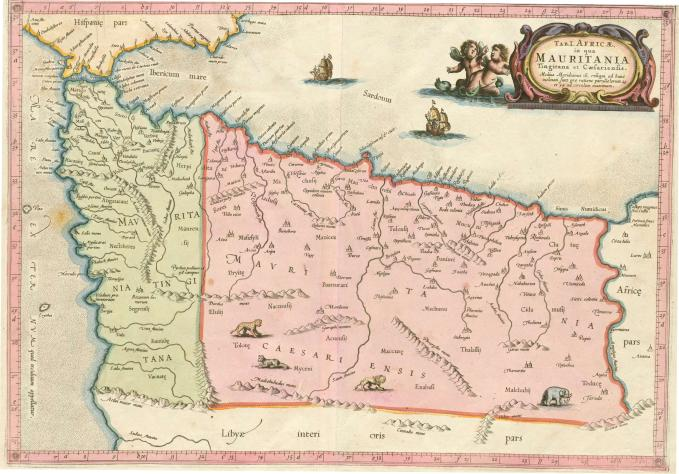
Mapa que muestra los dos territorios de Numidia diferenciados

En lo que respecta a las ciudades que ejercieron como capitales, G. Camps diferenció dos momentos. En primer lugar, la fundación de la ciudad portuaria de Siga, ubicada en la desembocadura del río Tafna, aparece mencionada como capital por Livio. Siga fue el lugar de su meca monetaria, lo que apunta a que fue la primera capital del reino, cuyos orígenes se remonta al reino púnico. Tanto Estrabón como Plinio confirman estos datos. Se situaba en un litoral puesto que mantenía un sólido comercio y comunicación con la ciudad hispana de Malaca. En segundo lugar la fundación de Cirta, la cual seria colonia romana y su colonia romana. Estaba ubicada en el interior de las tierras africanas, y, era conocida por el nombre de los Sittianos. Tras la victoria militar de Syfax sobre Massinisa y con nuevos territorios añadidos, este tuvo que escapar. Con el tiempo logró rehacerse y establecerse en una cadena de montañas situado en Cirta. Syfax aprovechó la ocasión para fortalecer la posición de la ciudad, convirtiéndose en la capital de su ampliado reino.

## Numismática
Con el reino de Numidia formado, los pueblos africanos accedieron al uso de la moneda, que estaba antes en manos de los cartagineses. Al principio su uso solo tuvo un papel de representación puramente económico, dando sobre todo un mensaje de propaganda y poder. F. Decret y M. Fantar destacan cómo los tipos de monedas acuñadas por el rey Syfax representaba dos momentos bien diferentes. Las primeras monedas representaban al rey sin diadema y como un jefe militar, un caballero en lucha. En el anverso está el rostro barbado del rey, mientras que en el reverso aparece como un jinete con capa y fusta en un caballo a trote. Además, en la parte inferior posee un texto en púnico. Los textos en púnico seguirán escribiéndose incluso en la segunda acuñación, demostrando su notable influjo cultural de Cartago. Mientras que la iconografía es influjo de las polis griegas de la isla de Sicilia. En la segunda acuñación aparece ya dotado de los atributos de poder en las monarquías helenísticas, usando ya la diadema real. Esta segunda acuñación tiene tres emisiones. La calidad es mucho mayor presentando más detalles en el rostro del rey. La cinta en el pelo ofrece un atributo de riqueza y de poder. En el reverso aparece nuevamente montado a caballo y galopando, donde refuerza la autoridad del personaje. Todas estas acuñaciones fueron hechas en bronce.    

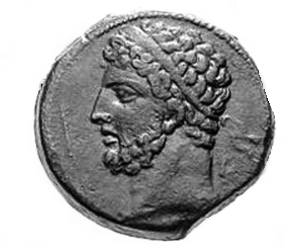
Rey Syfax en su segunda acuñación

Cuando Syfax fue apresado por Massinisa, le sucedió su hijo Vermina. Sobre él se sabe muy poco, pero es cierto que acuñó monedas hasta en tres ocasiones, lo que da a entender que el reino duró más tiempo de lo esperado, y lo hizo en dos ocasiones en plata. La iconografía siguió las pautas de su padre, pero con algunas variantes. El rostro del rey es más joven, aparece imberbe y alterna entre pelo liso y rizado, pero mantiene la diadema que le da la autoridad. El caballo del reverso aparece también trotando, pero esta vez sin el jinete. Debajo del caballo aparece el nombre del rey.

## Origen del Reino Masesilo
No existen referencias históricas y concretas con respecto al origen de este reino, salvo por un pasaje de Plutarco. Este decía haber tomado de los escritos del rey Juba II de Mauritania que hablaba de los ancestros de Syfax como miembro de la familia real númida. Según la leyenda, después de la muerte de Anteo, que había sido rey del territorio y que había fallecido en su mítico combate con Hércules, su esposa llamada Tingis se juntó con Hércules y tuvieron un hijo llamado Sofax. Con esta mitología se ve el intento de entroncar la genealogía de Syfax con Hércules.
Pero los datos disponibles parecen indicar que la monarquía tuvo un origen en momentos muy antiguos del siglo IV a.C, en época de las campañas desarrolladas en África por Asdrúbal Barca. Ya en el siglo III a.C se constituye los dos grandes reinos de Numidia.

## Historia de los Masesilos
La formación de Numidia se produjo en una época muy próxima al estallido de la Segunda Guerra Púnica. Debió tratarse de un proceso de acumulación de grupos étnicos que entraban en la autoridad del más fuerte de ellos. El poder de Syfax creció apoderándose de las ciudades púnicas existentes en el litoral de Numidia. El soberano establece su capital en Siga. El poder que tenía era considerable ya que muchos pueblos reconocían su autoridad, y aparte de tierras poseía enormes riquezas, así como gran cantidad de caballos y un magnífico ejército. Syfax comenzó a actuar contra el bando de Cartago aliándose con Roma. Ante esta situación, los cartagineses buscaron ayuda al rey Gaia de los Masilios, para evitar que Syfax impusiera hegemonía en todo el Norte de África. Massinisa al frente de una tropa combatió contra el ejército de Syfax, donde este último fue derrotado y provocó la huida marchando así a las tierras de los moros. Su prestigio era considerable, por lo que acudieron a él bárbaros ingentes de diversas partes, siendo reclutas de un ejército formado de diversas partes. 
Escipión en su campaña contra Cartago decide comenzar su política diplomática a través de Syfax. En esos momentos, Syfax tenía un tratado de alianza con Cartago, por lo que Escipión mandó a su legado Cayo Lelio con regalos para entrevistarse con el rey númida. Llegó al mismo tiempo que Asdrúbal (cartaginés) y el rey númida sintiéndose halagado reunió en una mesa a estos dos generales intentando reconciliar a los que eran enemigos. Escipión marchó de allí sin haber alcanzado un acuerdo con Syfax. La prueba de ello viene de los relatos de Apiano, que decía que Syfax tenía lazos de simpatía y amistad con Asdrúbal, a lo que sumo un proyecto que más tarde incluía el matrimonio del rey númida con la propia hija (originalmente se iba a casar con Massinisa, pero Syfax había conseguido que entregaran a la muchacha a espaldas del padre y del propio Massinisa). Este matrimonio introducía a Syfax en la aristocracia cartaginesa gracias a la influencia personal de Sofonisba (su esposa). La versión transmitida por Livio es mucho más verosímil: Asdrúbal llega a la corte con su hija para concertar la boda con Syfax a pesar de que las tomas de partido en Númida eran muy cambiantes. Los acontecimientos posteriores son narrados por Livio de una manera más genérica que Apiano, donde destaca la lucha a muerte entre las dos Númidas que representaba la guerra que tenía Roma y Cartago. 
Muerto Gaia, Massinisa ocupa el poder y esto preocupa a Asdrúbal que va a entrevistar a un indiferente Syfax. Pero este logra convencerlo del peligro que supone la presencia de Massinisa, además de asegurarle que tenía la victoria asegurada, puesto que Syfax tenía unas tropas mucho más numerosas con carros, mientras que Massinisa solo poseía una poderosa caballería. Convencido por los cartagineses, Syfax aproximó su ejército a la frontera entre los dos reinos y desde allí se dispuso a avanzar hasta el centro del reino de los Masilos: su primera batalla fue todo un éxito que obliga a Massinisa a refugiarse. Sin embargo, Syfax cometió un error al dejar a Massinisa irse a pesar de que los Cartagineses le demandaba que continuara la guerra, puesto que, para él, no era digno de un rey perseguir a un simple bandido errante por las montañas. Gracias a esto, Massinisa consiguió reponerse y formar un nuevo ejército. En la última fase de la guerra, Syfax iba a mantener una posición más matizada, mostrando una altura política, no exenta de una cierta ingenuidad. Un romano llamado Valerio Ancias dice que el rey númida asistía personalmente al campamento romano para hacer proposiciones de paz, aunque más verídico es la versión de Livio, donde estas propuestas se hacían a partir de mensajeros. De todas maneras, estas propuestas de Syfax suponían una paz mediante la cual los cartagineses renunciaran a tener presencia en Italia, y los romanos a tenerla en África. Era una buena propuesta ya que el reino de los Masesilios se fortalecería notablemente derrotando a sus enemigos cercanos. Sin embargo, esta actuación diplomática se dilato con sus idas y venidas de legaciones autorizadas por los cartagineses, pero que sirvió para que los romanos recibieran múltiples informaciones acerca de las tropas enemigas. Su confianza llegó a tal que no se preparó militarmente y, finalmente, Syfax recibió el mensaje de que la paz con Roma era imposible hasta que no abandonara el bando cartaginés.

## Fin de Sifax y los Masesilos
Después de este fracaso diplomático, la derrota militar fue inminente. Las fuentes romanas apuntan que el rey númida cayó en una trampa, negociando con los romanos cuando estos en ningún momento pensaban aceptar las condiciones. Por esta razón, se produjo el inesperado ataque romano cuya actuación se fundamentó en el uso de la madera y también de ramas en los campamentos de Syfax y los cartagineses. Los soldados romanos incendiaron las chozas que formaban el campamento númida. Esta destrucción iba sumada con el ataque de los númidas de los Masilos. Asdrúbal marchó a refugiarse en Cartago y Syfax se reunió en una fortaleza. A pesar de que la situación era desfavorable, Syfax mantuvo su compromiso de lucha en el bando cartaginés. Syfax volvió a organizar un nuevo ejército, pero ese ejército estaba conformado con soldados demasiado inexpertos y poco disciplinados. La lucha se dio en la ciudad de Cirta: fue favorable al principio por la importancia de la caballería númida, pero la acción decisiva la desarrollo la infantería romana que consiguió arrollar a los Masesilios. En su intento de huida el caballo lo arrojó al suelo. Apiano afirma que fue Massinisa quien capturó a Syfax, mientras que Orosio afirma que quienes capturaron a Syfax fueron Massinisa y Lelio. Massinisa reclamó que se le permitiera acudir a la propia ciudad de Cirta para hacerla rendir ante la vista de Syfax que iba cargado de cadenas. Los romanos accedieron a ello. Mientras Massinisa hacía rendir la ciudad, se encontró con Sofonisba y mientras ella rogaba que le perdonara la vida, este se enamoró profundamente de ella y la desposo. Syfax en cambio fue llevado en desfile ante la multitud en el propio campamento romano. Su hijo Vermina continuó el reinado donde lograba controlar la mayor parte de los estados, sin embargo, poco se sabe de este reinado, pues la importancia recae ahora en Massinisa. 
En cuanto a Syfax, la versión de Diodoro dice que Escipión se apiado de él y lo libero de sus cadenas. Después fue llevado a Roma por parte de Lelio y el Senado ordenó su mantenimiento en prisión. En lo que se refiere a su destino posterior, las fuentes documentales ofrecen dos versiones diferentes:
- La primera es que desfiló ocupando un lugar visual importante en las ceremonias de triunfo frente a Cartago. El derrotado rey Syfax desfiló cargado de cadenas ante el carro del vencedor y más adelante, murió en prisión.

- En la segunda versión Syfax no pudo participar en el desfile de victoria, puesto que había muerto poco tiempo antes. Sin embargo, como muestra de reconocimiento el Senado hizo que los funerales fueran pagados por el erario, como gesto de buena voluntad.